# Stephanie Haerdle
Stephanie Haerdle, née en 1974 à Fribourg est une chercheuse allemande spécialisée en études de genre. Elle publie en 2020, le premier essai sur l'histoire culturelle et politique de l'éjaculation féminine.

## Biographie
Stephanie Haerdle est diplômée en littérature allemande moderne et en études de genre de l’université Humboldt de Berlin.
En 2010, elle publie un ouvrage sur les artistes de cirques et manèges au XIXe siècle. Trapézistes, herculiennes, dompteuses, elles étaient souvent célibataires. Elles exposaient leur corps et leurs performances en public. Elles voyageaient. Ces femmes avaient un statut particulier, distinct de celui des actrices de théâtre.
En 2020, elle publie un essai sur l'histoire culturelle et politique de l'éjaculation féminine. Il est traduit en langue française en 2021. Dans cet essai, Stephanie Haerdle montre à travers les textes érotiques comme les Kâmashâstra que pendant des siècles, l'éjaculation féminine était une composante de la vie sexuelle. En Occident, jusqu’à la découverte des spermatozoïdes en 1677 par Johan Ham, les Occidentaux croient en l’existence de deux substances procréatrices, la semence masculine et la semence féminine. Les deux substances doivent se mélanger pour concevoir un enfant.

## Publication
- (de) Keine Angst haben, das ist unser Beruf! Kunstreiterinnen, Dompteusen und andere Zirkusartistinnen, AvivA Verlag, 2007, 240 p. (ISBN 978-3-932338-29-8)

- (de) Amazonen der Arena. Zirkusartistinnen und Dompteusen, Verlag Klaus (ISBN 978-3-8031-2649-8)

- Fontaines : histoire de l'éjaculation féminine de la Chine ancienne à nos jours [« Spritzen : Geschichte der weiblichen Ejakulation »], Montréal, Lux, 2021, 307 p. (ISBN 978-2-89596-368-4)